# جایزه ملی ادبیات اسپانیایی
جایزه ملی ادبیات اسپانیایی (اسپانیایی: Premio Nacional de las Letras Españolas‎) نام یک جایزه ملی ادبی در کشور اسپانیاست که توسط «وزارت فرهنگ» این کشور اهدا می‌شود.
این جایزه در سال ۱۹۸۴ میلادی بنا نهاده شد و مبلغ آن ۴۰٬۰۰۰ یورو است.
«جایزه ملی ادبیات اسپانیایی» را نباید با جایزهٔ دیگری به نام «جایزه ملی ادبیات» اشتباه کرد که آنهم توسط «وزارت فرهنگ اسپانیا» و به آثاری مشخص در زیرشاخه‌های گوناگون ادبیات اسپانیولی داده می‌شود.
برخی برندگان جایزه عبارتند از: خوان گویتیسولو، رافائل سانچر فرلوسیو، کارمه ریه‌را، برناردو آچاگا، فرانسیسکو اومبرال، آنتونیو بوئرو بایخو،  مانوئل واسکس مونتالبان، کارمن مارتین گایته، میگل دلیبس،  خوزه ایه‌رو، فرانسیسکو آیالا، رُسا چاسل و خولیو کارو باروخا.